# Secqueville-en-Bessin

Secqueville-en-Bessin este o comună în departamentul Calvados, Franța. În 1 ianuarie 2018 avea o populație de 413 de locuitori.